# Países Baixos na Segunda Guerra Mundial

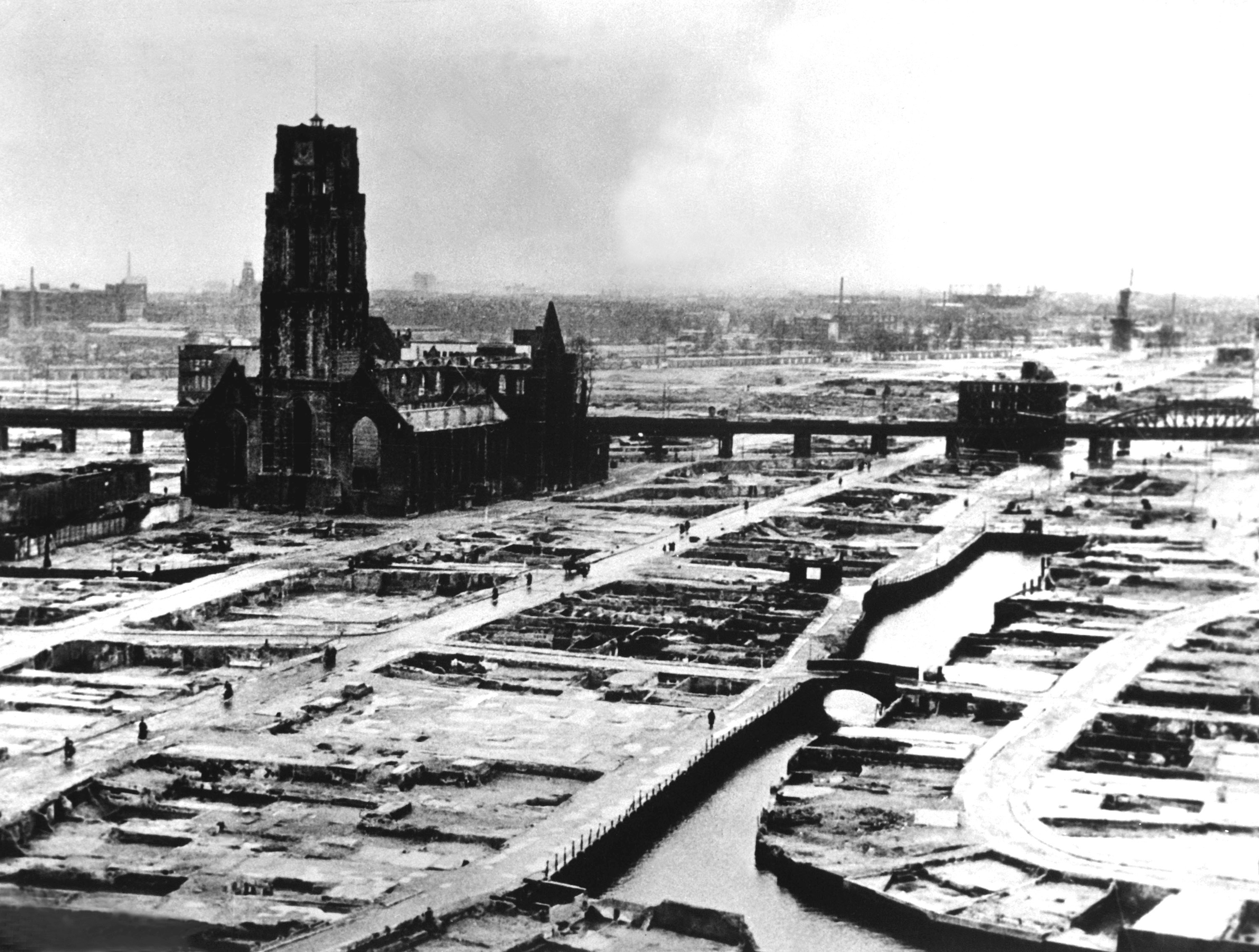
A cidade de Roterdã após o bombardeio alemão durante a invasão alemã dos Países Baixos em maio de 1940.

Apesar da neutralidade holandesa, a Alemanha nazista invadiu a Holanda em 10 de maio de 1940 como parte do Fall Gelb. Em 15 de maio de 1940, um dia após o bombardeio de Roterdã, as forças holandesas se renderam. O governo holandês e a família real mudaram-se para Londres. A princesa Juliana e seus filhos buscaram refúgio em Ottawa, no Canadá, até depois da guerra.
A ocupação alemã durou em algumas áreas até a rendição alemã em maio de 1945. A resistência ativa, a princípio realizada por uma minoria, cresceu no decorrer da ocupação. Os ocupantes deportaram a maioria dos judeus do país para campos de concentração nazistas.
Devido à alta variação na taxa de sobrevivência dos habitantes judeus entre as regiões locais na Holanda, estudiosos têm questionado a validade de uma única explicação em nível nacional. Em parte devido aos registros populacionais bem-organizados, cerca de 70% da população judaica do país foi morta durante a Segunda Guerra Mundial - uma porcentagem muito maior do que na Bélgica ou na França, embora menor do que na Lituânia. Registros desclassificados revelaram que os alemães pagaram uma recompensa à polícia holandesa e funcionários da administração para localizar e identificar judeus, ajudando em sua captura.  Comunistas dentro e ao redor da cidade de Amsterdã organizaram a greve de fevereiro - uma greve geral (fevereiro de 1941) para protestar contra a perseguição de cidadãos judeus.
A Segunda Guerra Mundial ocorreu em quatro fases distintas na Holanda:
- Setembro de 1939 a maio de 1940: Após o início da guerra, a Holanda declarou neutralidade. O país foi posteriormente invadido e ocupado.
- Maio de 1940 a junho de 1941: Um boom econômico causado por encomendas da Alemanha, combinado com a abordagem de "luva de veludo" de Arthur Seyss-Inquart, resultou em uma ocupação relativamente leve.
- Junho de 1941 a junho de 1944: À medida que a guerra se intensificava, a Alemanha exigia maiores contribuições dos territórios ocupados, resultando em um declínio dos padrões de vida. A repressão contra a população judaica se intensificou e milhares foram deportados para campos de extermínio. A abordagem da "luva de veludo" terminou.
- Junho de 1944 a maio de 1945: As condições se deterioraram ainda mais, levando à fome e à falta de combustível. As autoridades de ocupação alemãs gradualmente perderam o controle sobre a situação. Os nazistas queriam tomar uma última posição e cometer atos de destruição. Outros tentaram amenizar a situação.

Os Aliados libertaram a maior parte do sul dos Países Baixos no segundo semestre de 1944. O resto do país, especialmente o oeste e o norte, permaneceu sob ocupação alemã e sofreu com uma fome no final de 1944, conhecida como o "Inverno da Fome". Em 5 de maio de 1945, a rendição alemã em Lüneburg Heath levou à libertação final de todo o país.